# Ilija Kecmanović
Ilija Kecmanović (Bosanska Kostajnica, 1902. – 1975.) je bosanskohercegovački književni povjesničar i kritičar.

## Životopis
Ranu mladost preveo je u Banjoj Luci, gdje je završio osnovnu i srednju školu. Studirao je Beogradu, Zagrebu, Beču i Parizu. Diplomirao je 1925. godine na Filozofskom fakultetu u Beogradu, na kojem je 1957. stekao i doktorat znanosti obranivši disertaciju Život i djelo S. S. Kranjčevića. Karijeru srednjoškolskog nastavnika počeo u Banjoj Luci 1928. godine a nastavio u Pančevu, Sarajevu, Beogradu i Novom Sadu. 1933. godine je uhićen i otpušten iz državne službe u Beogradu zbog umnožavanja i raspačavanja letaka protiv državnog poretka. Kasnije se ponovo zaposlio u Beogradu, pa u Banjoj Luci. Početkom rata 1941. s obitelji odveden je u koncentracijski logor u Capragu, ali se uspio prebaciti u Srbiju. Kao pripadnik NOP-a, preko Barija i Splita, vratio se u pobunjenu Bosnu pa u tek oslobođeno Sarajevo, gdje postaje urednik kulturne rubrike Oslobođenja, a odmah zatim pomoćnik ministra prosvjete BiH, pa rektor Više pedagoške škole u Sarajevu (1946. – 1947.), upravnik Narodne biblioteke BiH (1947. – 1951.).
Prije rata, s Nikom Milićevićem, pokrenuo u Sarajevu napredni "mjesečnik za kulturne probleme" Jugoslovensku reviju (1930.). Bio je također urednik beogradskog izdavačkog poduzeća Kosmos (1937. – 1938.), poslije rata urednik Pregleda (1946-1948), Brazde (1950. – 1951.), Enciklopedije Jugoslavije za BiH (od 1951.), Života (1954. – 1956.). Predsjednik Udruženja književnih prevodilaca BiH (do 1963.), predsjednik Saveza književnih prevodilaca Jugoslavije (1963-1966), član ANUBiH, član P.E.N. kluba.
1930-ih godina bio je zagovornik socijalne literature, od književne kritike tražio da književnost promatra u kontekstu "mnogobrojnih činjenica u svezi s našim dobom", zalagao se za naprednu društvenu misao u književnosti i kulturi. Kao književni povjesničar, pisao o nizu srpskih i crnogorskih pisaca 19. stoljeća (o Vuku, Njegošu, Markoviću, Lazareviću, Sremcu, Matavulju), o ličnostima i pojavama iz književne i kulturne prošlosti BiH (o I. F. Jukiću, Martiću, Kranjčeviću, Ćoroviću, Kočiću, Šantiću, Gaćinoviću, i dr.). Prevodio s njemačkog, francuskog i ruskog. Surađivao u listovima i časopisima Mlada Bosna, Jugoslovenska revija, Život i rad, Glasnik jugoslovenskog profesorskog društva, Pregled, Izraz, Život, Oslobođenje, Književne pobune, Borba, Politika, NIN, i dr. 
Umro je 1975. godine.

## Vanjske poveznice
- Kujača, Triša; Ilija Kecmanović - Život i delo, Svjetlost, Sarajevo, 1999.
- Kecmanović, Ilija; Vuk Karadžić - njegov život i rad, Svjetlost, Sarajevo, 1947.
- Marković, M.; Jedna poema - jedan proces (o suđenju I. K. i Niki Milićeviću zbog komentara uz Poemu o Hristu), Oslobođenje, 15. XI 1959, XVI, 4178